# Lonchophylla orienticollina
Lonchophylla orienticollina és un ratpenat de la família dels fil·lostòmids oriünd de Sud-amèrica.

## Descripció

### Dimensions
És un ratpenat de petites dimensions, amb una llargada total de 55–81 mm, els avantbraços de 40–47 mm, la cua de 6,5–11,3 mm, els peus de 10–35 mm, les orelles d'11–18 mm i un pes de fins a 16 g.

### Aspecte
El pelatge és curt. Les parts dorsals varien del taronja al marró amb la base dels pèls blanc crema, mentre que les parts ventrals varien del marró-grisenc al vermell-oliva clar. El musell és llarg, amb el llavi inferior travessat per un profund solc longitudinal envoltat per dos coixinets carnosos i que s'estén bastant més enllà del superior. La fulla nasal és lanceolada, ben desenvolupada i amb la porció anterior soldada al llavi superior. Les orelles són curtes, triangulars amb l'extremitat arrodonida i ben separades entre si. Les ales són acoblades posteriorment als turmells. Els peus són allargats. La cua és curta i sobresurt amb l'extremitat per la superfície dorsal de l'uropatagi. El calcani és més curt que el peu.

## Biologia

### Alimentació
Es nodreix de nèctar i pol·len.

## Distribució i hàbitat
Aquesta espècie és present al llarg dels vessants de la serralada oriental a la Colòmbia central, la Veneçuela nord-occidental i l'Equador centre-oriental.
Viu als boscos primaris i secundaris a una altitud d'entre 600 i 1.070 msnm.

## Estat de conservació
Com que fou descoberta fa poc, l'estat de conservació d'aquesta espècie encara no ha estat avaluat formalment.